# معركة بلاتسبره
أنهت معركة بلاتسبره، والتي عُرفت أيضًا بمعركة بحيرة تشامبلاين، الغزو البريطاني للولايات الشمالية في الولايات المتحدة الأمريكية خلال حرب عام 1812. التقى جيش بقيادة الفريق السير جورج بريفوست سربًا بحريًا بقيادة الكابتن جورج دوني على ضفة بحيرة بلدة بلاتسبره، نيويورك. دافعت عن بلاتسبره فصائل القوات النظامية التابعة لجيش الولايات المتحدة الأمريكية والميليشيا في نيويورك وفيرمونت، التي كانت جميعها تحت قيادة الأمير اللواء أليكساندر ماكومب، وكان القائد البحري توماس ماكدونوغ قد ترأس السفن.
شن سرب دوني هجومه بعد فجر يوم 11 سبتمبر من عام 1814، إلا أنه تعرض لهزيمة بعد قتال شرس قُتل فيه دوني. بعدها تخلى بريفوست عن الهجوم برًا ضد دفاعات ماكومب وانسحب نحو كندا، مشيرًا إلى أنه حتى لو استولي على بلاتسبره، فلن يكون ممكنًا توفير الإمدادات لأي قوات بريطانية هناك دون السيطرة على البحيرة.
حين اندلعت المعركة، كان المندوبون البريطانيون والأمريكيون يعقدون لقاءًا في غنت في مملكة هولندا في محاولة للتفاوض حول معاهدة يقبلها كلا الطرفين بهدف إنهاء الحرب. حرم النصر الأمريكي في بلاتسبره، والدفاع الناجح في معركة بالتيمور، الذي بدأ في اليوم الثاني وتمكن من إيقاف التقدم البريطاني في ولايات الإقليم الأطلسي الأوسط، المفاوضين البريطانيين من ورقة المطالبة بالحصول على أي أراض من الولايات المتحدة استنادًا إلى مبدأ الحدود الموروثة، كالاحتفاظ بالأراضي التي يسيطرون عليها عند نهاية الأعمال الحربية. وُقعت معاهدة غنت، التي أعيدت بموجبها الأراضي المحتلة أو الأراضي التي سُيطر عليها استنادًا إلى الوضع السابق للحرب، أي الوضع الذي كان قائمًا قبل الحرب.

## الخلفية

### الخطط البريطانية
في عام 1814، كان معظم الجيش البريطاني يشارك في حرب الاستقلال الإسبانية في إيبيريا. ومن ثم تنازل نابليون الأول في شهر أبريل عن عرش فرنسا. وفر هذا الأمر فرصة لبريطانيا لترسل 16 ألف جندي قديم من شبه الجزيرة وحاميات أخرى إلى أمريكا الشمالية. وانفصل أيضًا العديد من ألوية الجيش من أصحاب الخبرة عن جيش دوق ويلينغتون أرثر ويلزلي لقيادة هؤلاء الجنود.
أرسل وزير الحرب والمستعمرات، الإيرل هنري باثورست، تعليمات إلى اللواء السير جورج بريفوست، القائد الأعلى للقوات المسلحة في كندا والحاكم العام لكندا، تمنحه صلاحية البدء بهجوم ضد الأراضي الأمريكية، إلا أن التعليمات كانت تحذره من التقدم بعمق وتعريض جيشه بذلك لخطر قطع الإمدادات عنه. اقترح باثورست أن يمنح بريفوست الأولوية لمهاجمة ميناء ساكت على بحيرة أونتاريو، حيث كان يتركز الأسطول الأمريكي، والسيطرة على بحيرة تشامبلاين كهدف ثانٍ. كان بريفوست يفتقر إلى الوسائل لنقل القوات اللازمة لشن هجوم على ميناء ساكت وتوفير الإمدادات لهم أعلى نهر سانت لورنس. علاوة على ذلك، سيطرت السفن الأمريكية على بحيرة أونتاريو، مما جعل شن هجوم أمرًا مستحيلًا إلى أن يطلق البريطانيون السفينة الخطية من الطراز الأول إتش إم إس سانت لورنس في 15 أكتوبر، والذي كان توقيتًا متأخرًا بشدة من السنة لتنفيذ عمليات كبرى.
ولذلك تحضر بريفوست لشن هجومه الأكبر على بحيرة تشامبلاين، أعلى نهر ريتشيليو. (ونظرًا إلى أن ريتشيليو كان الممر المائي الوحيد الذي يصل بين بحيرة تشامبلاين والمحيط، كانت التجارة على البحيرة تمر عبر كندا). تأثر خيار بريفوست للطريق المؤدي إلى البحيرة بموقف ولاية فيرمونت الأمريكية على الجانب الشرقي من البحيرة. كانت الولاية قد أبدت أنها لم تكن مؤيدة للحرب بشدة وكان سكانها يتاجرون دون تردد مع البريطانيين مزودين إياهم بقطعان الماشية التي كان الجيش البريطاني يستهلكها، وزودتهم المستودعات العسكرية السفن الحربية البريطانية على بحيرة تشامبلاين بالسوار. ولتجنيب فيرمونت من أن تتحول إلى مسرح للحرب، صمم بريفوست على التقدم عبر الجانب الجنوبي للبحيرة، ولاية نيويورك. كانت بلاتسبره الموقع الرئيسي للأمريكيين على هذه الجهة.
قسم بريفوست القوات التي كانت ستشن الغزو إلى فرقة يترأسها اللواء السير فرانسيس دي روتنبرغ، نائب حاكم ولاية كندا السفلى. كانت الفرقة تتألف من اللواء الأول للمحاربين القدامى في حرب الاستقلال الإسبانية تحت قيادة الجنرال فريدريك فيليبس روبنسون (الفوج الثالث والفوج السابع والعشرون والفوج التاسع والثلاثين والفوج السادس والسبعون والفوج الثامن والثمانون) واللواء الثاني الذي كان يقاتل سلفًا في كندا بقيادة الجنرال توماس بريسبان (الفوج الثاني والفوج الثامن والفوج الثالث عشر والفوج التاسع والأربعون، وفوج ميورون وفوج المشاة الكندي الخفيف والوحدة الكندية) واللواء الثالث للقوات من شبه الجزيرة وحاميات عديدة يقودها اللواء مانلي باور (الفوج الثالث والفوج الخامس والفوج السابع والعشرون والفوج الثامن والخمسون). كان كل لواء مدعمًا ببطارية خمسة مدافع يبلغ وزن كل منهما 6 أرطال وبمدفع هاوزر 5.5 بوصة للمدفعية الملكية البريطانية. وأُلحقت بهذه القوة الفرقة المدرعة التاسع عشر. وكان هناك أيضًا «قطار حصار» صغير من المدفعية، يتألف من مدفعين ميدانيين نحاسيين يبلغ وزن كل منهما 24 رطلًا ومدفع هاوزر نحاسي 8 بوصات و3 مدافع قصيرة قديمة يبلغ وزن كل منها 24 رطلًا نُصبت على عربات ميدانية، وفصيل صاروخ كونغريف. بلغ التعداد الإجمالي للقوة 11 ألف مقاتل. إلا أن بعض الوحدات كانت منفصلة ولم يشارك في القتال بعض الرجال الذين أصابهم المرض، فبالكاد كان الرقم الفعلي للقوات في بلاتسبره يتجاوز 8000 مقاتل.
كان هناك بعض التوتر ضمن القوة بين قادة اللواء والفوج، الذين كانوا محاربين قدامى في حرب الاستقلال الإسبانية أو في قتال أقدم في كندا العليا، وبين بريفوست وهيئة أركانه. لم يكن بريفوست قد اكتسب محبة المحيطين به بسبب تذمره حول زي قوات جيش شبه الجزيرة، حيث شدد دوق ويلينغتون آرثر ويلزلي على فن الرمي والفعالية أكثر مما شدد على الملبس. علاوة على ذلك، لم يكن لدى بريفوست، ولا لدى دي روتنبرغ ولا لدى رئيس إدارة الجيش (اللواء إدوارد باينس) الخبرة الكبيرة في المعارك التي كانت لدى قادة لواءهم، وكانت يعرف عنهم اتخاذهم للحيطة والتردد. ولكن الانتقادات طالت حتى ضابط بريفوست للإمدادات والتموين، اللواء توماس سيدني بيكويث، الذي كان محاربًا قديمًا في الفترة الأولى من حملة حرب الاستقلال الإسبانية وعمليات خليج تشيزبيك في عام 1813، وبشكل رئيسي بسبب الفشل في جمع المعلومات الاستخباراتية العسكرية.

### الدفاعات الأمريكية
على الجانب الأمريكي من الجبهة، كان اللواء جورج إزارد قائد الجيش الشمالي الذي كان منتشرًا على طول الجبهة الشمالية الشرقية. في أواخر أغسطس، أمر وزير الحرب جون أرمسترونغ إزارد بأخذ معظم قواته، نحو 4000 مقاتل، بهدف تعزيز ميناء ساكت. غادرت قوة إزارد في 23 من شهر أغسطس، تاركة قائد اللواء أليكساندر ماكومب مسؤولًا في بلاتسبره عن 1500 مقاتل أمريكي فقط من الجيش النظامي. معظم هذه القوة كان من المجندين أو المصابين بالعجز أو من مقاتلين متناثرين لا أهمية لهم.
أمر ماكومب الجنرال بينجامين مورز باستدعاء ميليشيا نيويورك وناشد حاكم فيرمونت حشد متطوعين للميليشيا. في النهاية وصل إلى بلاتسبره 2000 مقاتل بقيادة اللواء جون سترونغ. أمر ماكومب هؤلاء المتطوعين الحديثين بالعمل في حفر الخنادق وبناء التحصينات.
كان الموقع الرئيسي لماكومب حافة على الضفة الجنوبية لنهر ساراناك. وكانت تحصيناتها قد نظمت بإشراف من الرائد جوزيف جيلبرت توتين، الضابط المهندس الأقدم لدى إزارد، وكانت تتألف من 3 طوابي وحصنين صغيرين، يصل بينها أعمال ميدانية أخرى. كان الموقع يعتبر مزودًا ومحصنًا بشكل كاف للصمود في وجه حصار يستمر ل 3 أسابيع، حتى في حال هزيمة السفن الأمريكية على البحيرة وعزل بلاتسبره. بعد مغادرة فرقة إزارد، واصل ماكومب تطوير دفاعاته. حتى أنه نصب بطارية غير صالحة للاستعمال على جزيرة كراب حيث كان يقع مشفاه، الذي كان يستضيف الجرحى المصابين أو المرضى الذين كانوا على أقل تقدير قادرين على الرمي المدفعي. كان إيمان سكان بلاتسبره بجهود ماكومب لصد الغزو ضعيفًا، إلى درجة أن جميع السكان البالغ عددهم 3000 نسمة كانوا قد فروا من المدينة. وتركت بلاتسبره محتلة من قبل الجيش الأمريكي فقط.

### الخلفية البحرية
كان البريطانيون قد حققوا تفوقًا بحريًا على بحيرة تشامبلاين في 1 يونيو من عام 1813، حين طاردت حراقتين زوارق مدفعية بريطانية إلى نهر ريتشيليو، وأُرغمتا على الاستسلام حين انخفضت سرعة الرياح ووقعت في فخ نصبته المدفعية البريطانية على ضفتي النهر. وأُخذتا إلى القاعدة البحرية البريطانية على جزيرة إيل أو نوا، التي كانت تحت قيادة دانييل برينغ. ووصلت إلى طاقمهما، وطواقم الزوارق المدفعية، تعزيزات مؤقتة من بحارين جُندوا من سفن حربية متمركزة في كيبك تحت قيادة توماس إيفيرارد الذي، لكونه أقدم من برينغ، تولى القيادة بشكل مؤقت.